# The Elder Scrolls: Arena
The Elder Scrolls: Arena è un videogioco action RPG open world a tema fantastico uscito nel 1994 per MS-DOS.
Arena è il primo titolo della serie The Elder Scrolls di Bethesda Softworks ed è stato pubblicato in due versioni: la prima in floppy disk, la seconda in CD-ROM; in quest'ultima sono presenti audio digitalizzato e alcune sequenze video. Nel 2004 Bethesda ha distribuito come freeware la versione floppy disk.

## Trama
Anno 399 della 3ª era: l'imperatore Uriel Septim VII è stato imprigionato nella dimensione parallela di Oblivion e il trono è stato usurpato dal suo consigliere Jagar Tharn, il mago-guerriero imperiale. L'unico modo per riportarlo indietro e salvare l'Impero è ritrovare gli otto pezzi del Bastone del Caos sparsi in tutta Tamriel.
L'unica che sembra conoscere il modo per sconfiggere l'usurpatore è Ria Silmane, l'apprendista di Jagar Tharn che si rifiuta di seguire la via del tradimento intrapresa dal suo mentore: non riuscendola a persuadere, Tharn preferisce sbarazzarsene uccidendola personalmente, tuttavia ella si rivela più forte del previsto e riesce a sfuggire alla morte; una volta salvatasi riesce a salvare la vita al campione che avrebbe potuto annientare Tharn. Non potendo più sottrarsi al suo destino, la maga sparisce dal mondo fisico, ma si lega all'eroe apparendogli nel sonno; durante i sogni lo aiuta nella sua missione rivelandogli l'ubicazione dei pezzi dell'artefatto magico. Una volta ricomposto il Bastone del Caos il campione si dirige alla Città Imperiale, la capitale dell'impero cyrodillico, dove affronta Tharn nelle segrete del palazzo imperiale.
Parte di questa storia è raccontata negli altri capitoli della saga all'interno della serie di libri conosciuta come La vera Barenziah.

## Modalità di gioco
Il videogiocatore ha una visuale in prima persona. Il combattimento corpo a corpo viene intrapreso facendo clic con il pulsante destro del mouse e trascinando il cursore sullo schermo per attaccare come se si stesse muovendo un'arma. La magia si usa invece scorrendo un menu (che si apre facendo clic sul pulsante appropriato nella schermata di gioco principale) e facendo clic sull'incantesimo da usare e sul suo bersaglio.
Nella serie The Elder Scrolls, Arena è l'unico che consente al giocatore di coprire l'intero Tamriel (teoricamente ben 12 milioni di km², rendendolo il secondo gioco più grande al mondo dopo Frontier: Elite II), ma di fatto il mondo di gioco è infinito. Ciò si ottiene combinando contenuti generati casualmente e spazi del mondo appositamente progettati per creare un deserto realistico e massiccio, dove si possono trovare locande, fattorie, piccole città, segrete e altri luoghi di interesse. Le città contengono edifici e negozi progettati dagli sviluppatori, ma l'ordine in cui questi appaiono e i loro nomi sono randomizzati. Ci sono diverse centinaia di segrete e 17 segrete appositamente progettate per la missione principale.
A differenza degli episodi successivi della serie, Arena non ha un set overworld (la natura selvaggia si genera costantemente), quindi il giocatore deve usare la funzione di viaggio veloce per spostarsi da un'area del mondo a un'altra; è quindi impossibile raggiungere una città da un'altra, poiché la natura selvaggia continua a generarsi e alla fine si torna indietro. 
Arena disegna il sistema dell'universo Elder Scrolls, anche se è il secondo capitolo Daggerfall che lo ristrutturerà quasi come lo possiamo trovare negli episodi successivi.
L'influenza principale di Bethesda Softworks è stata il gioco di ruolo da tavolo. Tamriel era anche un universo che gli sviluppatori, essi stessi giocatori, avevano inventato per i loro giochi. La serie si ispira anche a videogiochi come la serie Ultima Underworld: The Stygian Abyss (per i dungeon), nonché Legends of Valor (per gli esterni) e il sistema di gioco basato su Gold Box Engine. Ted Peterson, designer di Arena, disse: "Non abbiamo inventato nulla. Abbiamo appena fatto qualcosa di più grande. Molto, molto più grande."
Arena è inoltre noto per essere uno dei primi giochi a presentare un ciclo realistico giorno/notte, dove al tramonto i negozi si chiudono e le persone sgombrano le strade prima che arrivino i mostri e vagano fino al mattino. Questo presto divenne una caratteristica di base della maggior parte dei giochi open world.
Oltre alla missione principale che si completa battendo tutti i diciassette sotterranei e trovando pezzi del Bastone, appaiono anche piccole missioni secondarie. Questi si trovano spesso chiacchierando con i personaggi non giocanti in giro per la città. Queste missioni sono generalmente molto semplici, come consegnare un pacco o sconfiggere i nemici in un sotterraneo generato casualmente.
Arena è noto per la sua tendenza a non perdonare i nuovi giocatori. È facile morire nel dungeon iniziale, in quanto si possono incontrare nemici potenti se il giocatore indugia troppo a lungo. Questo effetto scompare gradualmente man mano che il giocatore diventa più potente e più consapevole delle minacce che incombono ovunque. Ken Rolston, lead designer di Morrowind, afferma di aver iniziato il gioco almeno 20 volte e di essere uscito dal dungeon iniziale solo una volta.